# えさん2000
えさん2000は、津軽海峡フェリーが運航していたフェリー。

## 概要

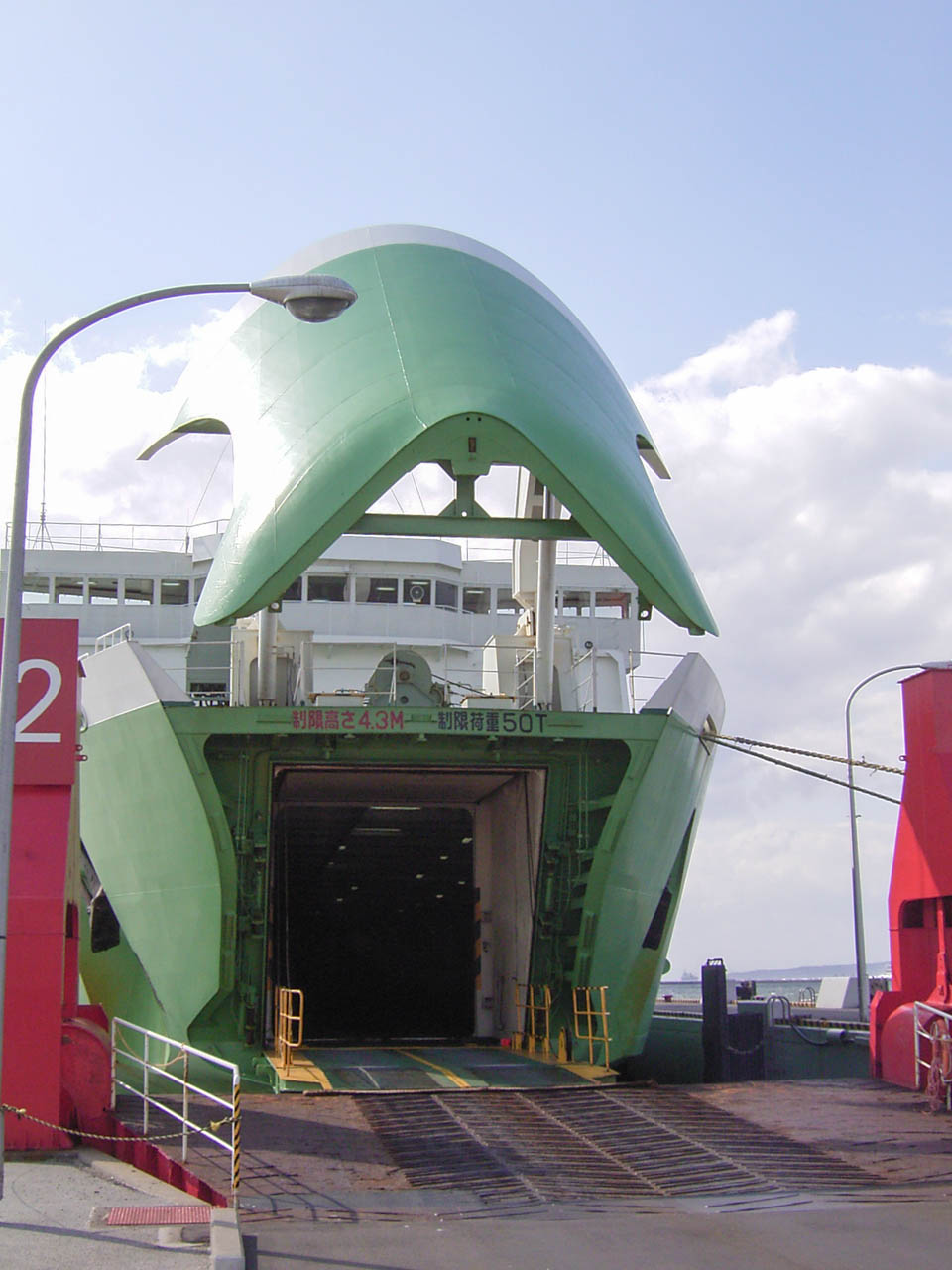
船首ランプウェイ

第五恵山丸の代船として、三菱重工業下関造船所で建造され、2000年10月に青森港と函館港を結ぶ青函航路に就航した。船名は社内公募で決定され、渡島半島の東南端にある恵山と就航年から取られ、21世紀に向け大きく飛躍する願いを込めたものとした。
道南自動車フェリーは従来貨物フェリーとして運航していたが、海上運送法の改正に合わせ旅客航路事業の許可を受け、本船を建造し旅客の輸送を開始した。えさんが2010年に引退し、津軽海峡フェリーが運航する船で道南自動車フェリー時代に建造された最後の船となった。貨物輸送を中心とした設計であるため、旅客定員は74名と少なく、船室は2等2区画のみとなっている。本船のダイヤは特定便（危険物積載車輌指定便）として設定され、特定便として運航される場合は旅客定員が更に減少していた。
車両甲板は船首バウバイザーと船尾ランプを有し、旅客もランプから徒歩で乗船する。船体塗装は道南自動車フェリー時代は薄緑色であったが、その後白一色に津軽海峡フェリーのロゴを配したデザインを経て、濃紺を基調色として船底部と胴体ラインに配した津軽海峡フェリー標準の塗装となっていた。
ブルードルフィン (2代)の就航により、運航から外れた初代ブルードルフィンがブルードルフィン2として復帰したため、本船は2017年2月2日に引退した。

## 事故・インシデント

### 海洋汚染防止法違反
2010年9月30日14時半ごろ、函館沖南西約5kmの海上で、函館発の南行便で運航中の本船から油が流出した。第1管区海上保安本部函館航空基地のヘリコプターが発見し、調査の結果、機関員が故意に油除去装置を作動させず、船底のビルジタンクから油を含む水約1000リットルを放出したことを認めたため、津軽海峡フェリー株式会社と機関員は海洋汚染等及び海上災害の防止に関する法律（海洋汚染防止法）違反（船舶からの油の排出の規制）の容疑で書類送検された。